# Adetus aberrans
Adetus aberrans är en skalbaggsart som beskrevs av Maria Helena M. Galileo och Martins 2003. Adetus aberrans ingår i släktet Adetus och familjen långhorningar. Inga underarter finns listade i Catalogue of Life.